# 薩克森-安哈爾特 (1945年—1952年)
薩克森-安哈爾特州（德語：Land Sachsen-Anhalt）是蘇聯佔領區（1945-49）和東德（1949-52）的一個行政區劃，大致對應於今天的德國薩克森-安哈爾特州。在美軍從西部撤退後——根據雅爾塔會議的協議——它於1945年7月由蘇聯駐德國軍事管理局（SMAD）建立，稱為薩克森省（德語：Provinz Sachsen）的行政區劃。該省是1816年至1944年存在於普魯士的薩克森省的重建。1944年7月1日，薩克森省沿哈雷-梅澤堡、馬格德堡三個政府區的線劃分（成為省）和埃爾福特（成為圖林根州的一部分）。這兩個省成為新州的一部分，包括圖林根州的一小部分以及安哈爾特（德紹）和不倫瑞克（卡爾沃爾德和布蘭肯堡周邊地區）被蘇聯佔領的部分地區。在1946年10月第一次州議會選舉之後，該州於同一天更名為薩克森-安哈爾特省（德語：Provinz Sachsen-Anhalt）。隨著1947年2月普魯士的廢除，它被命名為薩克森-安哈爾特州。與納粹德國的行政區劃相比，它包括馬格德堡-安哈爾特大區、哈雷-梅澤堡大區以及南漢諾威-不倫瑞克大區和圖林根大區的一小部分。